# Saint-Germain-du-Puy
Pour les articles homonymes, voir Saint-Germain.
Saint-Germain-du-Puy est une commune française située en banlieue de Bourges dans le département du Cher, en région Centre-Val de Loire.

## Géographie
La commune est située en Champagne berrichonne à 8 km à l'est de Bourges.

## Localisation
| Fussy   | Saint-Michel-de-Volangis | Sainte-Solange    |
| Bourges | Saint-Germain-du-Puy     | Moulins-sur-Yèvre |
|         | Osmoy                    |                   |

## Hydrographie et relief
Saint-Germain-du-Puy s'étend sur une pénéplaine, aux ondulations douces. Ce plateau[Lequel ?] est à peine creusé par trois rivières convergentes. La principale : l'Yèvre rejoint le Cher à Vierzon. Chacune des deux autres, le Colin et le Langis est proche de son confluent. Le soubassement calcaire daté de l'Oxfordien et du Kimméridgien (correspondant au Jurassique de l'Ère secondaire, dans l'ancienne classification géologique) est localement recouvert de limon d'origine éolienne et dans le lit des trois cours d'eau essentiellement d'alluvions argilo-sableuses avec des sédiments provenant de la décomposition de la flore des antiques marais.

## Climat
Pour des articles plus généraux, voir Climat du Centre-Val de Loire et Climat du Cher.
En 2010, le climat de la commune est de type climat océanique dégradé des plaines du Centre et du Nord, selon une étude du CNRS s'appuyant sur une série de données couvrant la période 1971-2000. En 2020, Météo-France publie une typologie des climats de la France métropolitaine dans laquelle la commune est exposée à un climat océanique altéré et est dans la région climatique Centre et contreforts nord du Massif Central, caractérisée par un air sec en été et un bon ensoleillement.
Pour la période 1971-2000, la température annuelle moyenne est de 11,4 °C, avec une amplitude thermique annuelle de 15,7 °C. Le cumul annuel moyen de précipitations est de 756 mm, avec 11,2 jours de précipitations en janvier et 7,7 jours en juillet. Pour la période 1991-2020, la température moyenne annuelle observée sur la station météorologique la plus proche, située sur la commune de Bourges à 7 km à vol d'oiseau, est de 12,1 °C et le cumul annuel moyen de précipitations est de 742,7 mm,. Pour l'avenir, les paramètres climatiques de la commune estimés pour 2050 selon différents scénarios d'émission de gaz à effet de serre sont consultables sur un site dédié publié par Météo-France en novembre 2022.

## Urbanisme

### Typologie
Au 1er janvier 2024, Saint-Germain-du-Puy est catégorisée bourg rural, selon la nouvelle grille communale de densité à 7 niveaux définie par l'Insee en 2022.
Elle appartient à l'unité urbaine de Bourges, une agglomération intra-départementale dont elle est une commune de la banlieue,. Par ailleurs la commune fait partie de l'aire d'attraction de Bourges, dont elle est une commune de la couronne,. Cette aire, qui regroupe 111 communes, est catégorisée dans les aires de 50 000 à moins de 200 000 habitants,.

### Occupation des sols

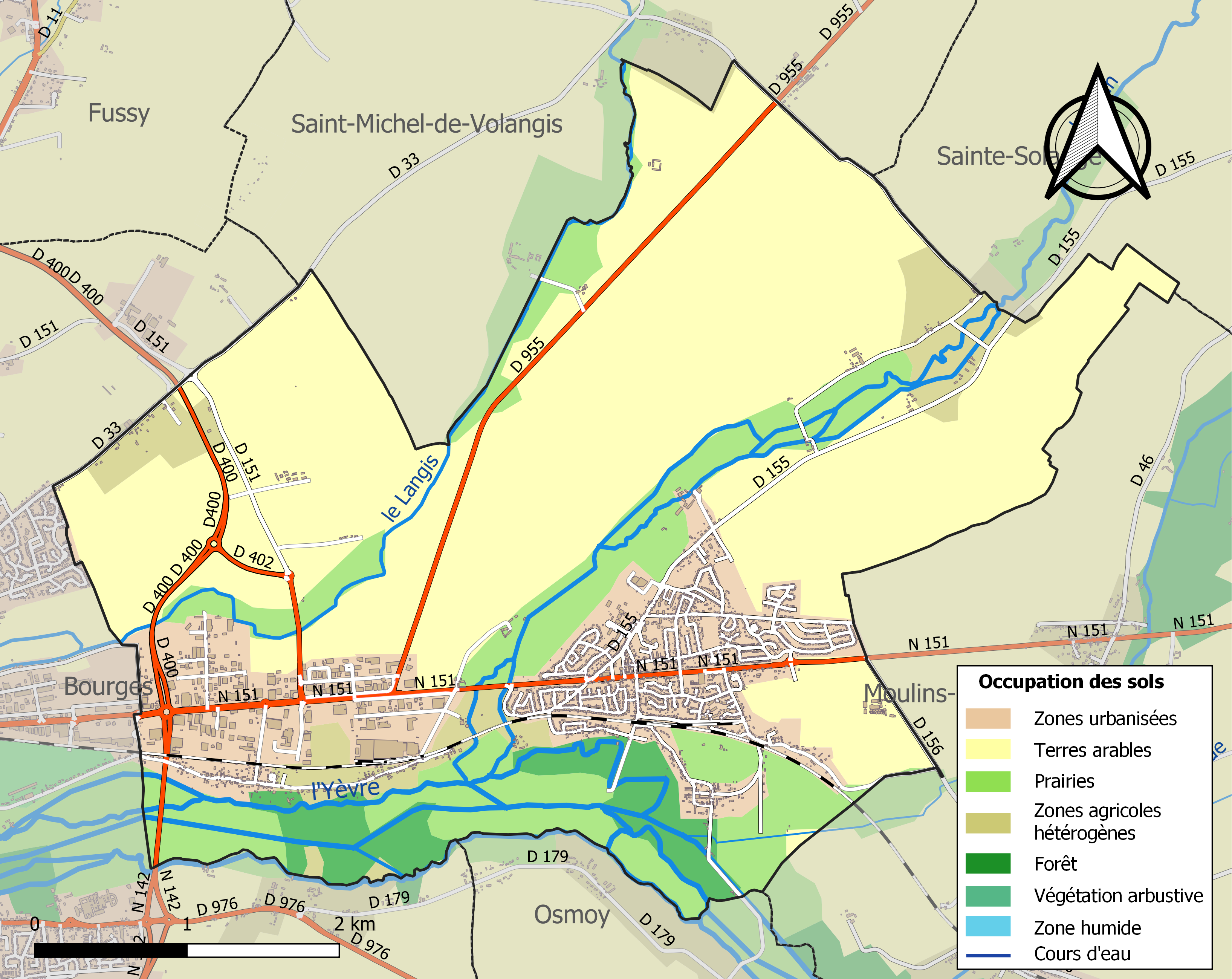
Carte des infrastructures et de l'occupation des sols de la commune en 2018 (CLC).

L'occupation des sols de la commune, telle qu'elle ressort de la base de données européenne d’occupation biophysique des sols Corine Land Cover (CLC), est marquée par l'importance des territoires agricoles (78,5 % en 2018), en diminution par rapport à 1990 (81,3 %). La répartition détaillée en 2018 est la suivante : 
terres arables (56,8 %), prairies (15,6 %), zones urbanisées (9,5 %), zones industrielles ou commerciales et réseaux de communication (7,3 %), zones agricoles hétérogènes (6,1 %), forêts (4,7 %).
L'IGN met par ailleurs à disposition un outil en ligne permettant de comparer l’évolution dans le temps de l’occupation des sols de la commune (ou de territoires à des échelles différentes). Plusieurs époques sont accessibles sous forme de cartes ou photos aériennes : la carte de Cassini (XVIIIe siècle), la carte d'état-major (1820-1866) et la période actuelle (1950 à aujourd'hui).

## Toponymie
Toponyme : "Sanctus Germanus de podio" relevé en 1199.
Ce nom viendrait de Saint Germain (évêque d'Auxerre au Ve siècle) et du latin podium (signifiant hauteur, éminence) traduit en "puy", "peu" ou "puel" et "puech"ou "puch" en langue d'Oc. Ainsi, il existe en Gironde près de Libourne un Saint-Germain-du-Puch[pas clair].

## Histoire

### Période antique
L'archéologie aérienne a repéré des traces de bâtiments antiques (actuellement non datés) en divers endroits de la commune : à Tierceville par exemple.
475 av. J.-C. : à Fenestrelay (le Porteau) vestiges (trous de poteaux, céramique, sépulture) datés de la Tène.

### Période gallo-romaine (de 52av. J.-C.à 486)
Les archéologues ont mis au jour des vestiges datant de cette période : près de Turly portion de la voie romaine reliant Avaricum (porte Gordaine) à Gardonicum (ou Gortona = Saint Satur-Sancerre), aqueduc à Nérigny, Galifar, Port Sec, fondations de villa rustica à Nérigny, Turly (bordure de commune), les Boubards...

### Moyen Âge
1436 : Pierre de Bar, écuyer, seigneur de Villemenard et de Saint-Germain-du-Puy, valet de chambre du roi Charles VII de France, obtient de ce dernier la permission de fortifier sa maison de Villemenard, puisque c'était une place frontière des ennemis de la France qui occupaient Montargis.

### Temps modernes
1556 : construction sur l'Yèvre du Moulin Rabot (site actuel de l'"Auberge du Vieux Moulin" à Fenestrelay).
1559 : incendie de l'église de Villemenard.
7 juillet 1562 : au cours des guerres de religion, incendie de l'église paroissiale par les Protestants.
fin XVIe siècle : Silvain de Bar (né en 1561), gouverneur de Dun-le-Roi, vend la terre de Villemard à Nicolas Cousin.
24 juillet 1589 : pillage du château de Villemenard par les Huguenots de Sancerre.
1760 : fin des travaux de construction de la route royale Troyes-La Rochelle (via Clamecy, La Charité, Saint-Germain-du-Puy, Bourges, Châteauroux, Le Blanc, Poitiers). Deux relais de poste sont prévus entre Bourges et Sancergues, dont un à Brécy ("La Poste"). La route précédente vers l'est depuis Bourges (vers Baugy) passait par le chemin longeant le château de la Chappe avant d'atteindre Saint-Germain.

### Révolution française et Empire
1791 : le citoyen Boileau -curé de Saint-Germain-du-Puy- est arrêté ; il a refusé - comme plusieurs dizaines de prêtres du diocèse de Bourges- de prêter le serment prévu par la Constitution civile du clergé.
Au cours de la Révolution française, la commune porta provisoirement le nom de La Montagne-du-Puy.

### Époque contemporaine
1824 : classement d'une portion de la route précédente "Auxerre-Avallon-Bourges Poitiers" en route Royale no 151.
15 novembre 1847 : ouverture de la gare de chemin de fer de Saint-Germain-du-Puy par la "Compagnie de chemin de fer de Paris à Orléans" (P.O).
1847-1925 : assèchement des marais de l'Yèvre (voir "Colonie agricole pénitentiaire").
28 mai 1849 : ouverture de la ligne entre Bourges et Nérondes.
5 décembre 1850 : ouverture de la section Nérondes-Saincaize.
15 septembre 1852 : inauguration officielle de la "ligne de chemin de fer Bourges-Nevers" par le président de la Deuxième République (France) : Louis-Napoléon Bonaparte (avec arrêt à Saint-Germain-du-Puy pour la visite de la colonie agricole pénitentiaire du Val d'Yèvre).
1856 : construction de la "nouvelle église" de Saint-Germain-du-Puy, au croisement de la route Impériale 151 et du chemin empierré allant à Sainte-Solange.
1860 : le gouvernement impérial décide d'installer à Bourges -loin des frontières- des établissements militaires sensibles : arsenal, pyrotechnie, fonderie de canons (pendant un siècle et demi, ces activités draineront vers Bourges et les communes périphériques une population importante).
8 juillet 1891 : inauguration -au clocher de l'église- de l'horloge publique et de 2 cloches ainsi que -sur la place- du "Monument Lebon".
Décembre 1893 : pour faciliter le transport des troupes depuis le sud-ouest et l'est de la France, lieu probable de confrontation avec les Allemands, vainqueurs de la guerre de 1870, est construite une ligne stratégique de chemin de fer de Bourges à Cosne-sur-Loire (à double voie, à écartement des rails normal et évitant Paris) ; l'embranchement se fait à partir de Saint-Germain-du-Puy). La ligne sera très utilisée lors de la Première Guerre mondiale.
1946 : les 6 trains quotidiens de voyageurs entre Cosne et Bourges, tirés par des locomotives à vapeur, sont remplacés par des autorails ; puis la ligne est ramenée à voie unique.
15 août 1948 : la gare de Veaugues voit son trafic chuter du fait de la fermeture de la ligne à voie métrique du "tacot" (exploitée par la Société générale des chemins de fer économiques, en service depuis 1907 entre La Guerche et Argent).
Mai 1966 : la SNCF supprime le trafic des voyageurs sur la ligne Bourges-Cosne et remplace les autorails par des autocars ; la portion de ligne Veaugues-Sancerre est démontée.
24 juin 1987 : fin du trafic des marchandises entre Bourges et Veaugues.
18 juillet 2000 : déclassement de la ligne de Saint-Germain-du-Puy à Cosne-Cours-sur-Loire qui a assuré un service voyageurs de 1893 à 1966. La gare, exploitée en café, est un point d'arrêt non géré de la ligne de Vierzon à Saincaise desservi par les trains du réseau TER Centre-Val de Loire.

## Politique et administration

### Tendances politiques et résultats
| Scrutin             | Scrutin             | 1er tour | 1er tour | 1er tour | 1er tour | 1er tour | 1er tour | 1er tour | 1er tour | 1er tour | 1er tour | 1er tour | 1er tour | 2d tour | 2d tour | 2d tour | 2d tour | 2d tour | 2d tour |
| Scrutin             | Scrutin             | 1er      | 1er      | %        | 2e       | 2e       | %        | 3e       | 3e       | %        | 4e       | 4e       | %        | 1er     | 1er     | %       | 2e      | 2e      | %       |
| ------------------- | ------------------- | -------- | -------- | -------- | -------- | -------- | -------- | -------- | -------- | -------- | -------- | -------- | -------- | ------- | ------- | ------- | ------- | ------- | ------- |
| Présidentielle 2017 | Présidentielle 2017 |          | LFI      | 25,71    |          | EM       | 24,38    |          | FN       | 19,84    |          | LR       | 14,63    |         | EM      | 67,43   |         | FN      | 32,57   |
| Présidentielle 2022 | Présidentielle 2022 |          | LREM     | 28,50    |          | RN       | 24,34    |          | LFI      | 20,10    |          | PCF      | 6,28     |         | LREM    | 57,24   |         | RN      | 42,76   |
| Législatives 2022   | 1er                 |          | PS-Nupes | 33,86    |          | RE-Ens   | 28,98    |          | RN       | 23,00    |          | LR       | 6,31     |         | PS      | 53,03   |         | RE      | 46,97   |
| Législatives 2024   | 1er                 |          | RN       | 38,73    |          | PS-NFP   | 31,43    |          | RE-Ens   | 27,67    |          | LO       | 2,01     |         | RE      | 58,08   |         | RN      | 41,92   |

### Liste des maires
| Période                                  | Période               | Identité                 | Étiquette | Qualité |
| ---------------------------------------- | --------------------- | ------------------------ | --------- | --- |
| Les données manquantes sont à compléter. |                       |                          |           | |
| ca. 1877                                 |                       | Jules Thirot-Lorillard   |           | |
| Les données manquantes sont à compléter. |                       |                          |           | |
| mai 1908                                 | mai 1935              | Isidore Gitton           |           | |
| Les données manquantes sont à compléter. |                       |                          |           | |
| ca. 1960                                 | mars 1971             | Raoul Néron              |           | Ingénieur principal honoraire de la SNCF |
| mars 1971                                | mars 1977             | René Kühnast             |           | |
| mars 1977                                | juin 2017 (démission) | Maxime Camuzat,          | PCF       | Technicien en informatique retraité, ancien adjoint au maire Conseiller général des Aix-d'Angillon (1988 → 2015) Vice-président du conseil général du Cher (2004 → 2015) Vice-président de la CA Bourges Plus (2002 → 2017) Vice-président de l'Association des maires de France |
| juin 2017                                | En cours              | Marie-Christine Baudouin | PCF       | Fonctionnaire territoriale Conseillère départementale de Saint-Germain-du-Puy (2021 → ) 3e vice-présidente de la CA Bourges Plus (2017 → 2020) 4e vice-présidente de la CA Bourges Plus (2020 → )                                                                                |

### Politique environnementale
Dans son palmarès 2016, le Conseil National des Villes et Villages Fleuris de France a attribué deux fleurs à la commune au Concours des villes et villages fleuris.

## Population et société

### Démographie
L'évolution du nombre d'habitants est connue à travers les recensements de la population effectués dans la commune depuis 1793. Pour les communes de moins de 10 000 habitants, une enquête de recensement portant sur toute la population est réalisée tous les cinq ans, les populations de référence des années intermédiaires étant quant à elles estimées par interpolation ou extrapolation. Pour la commune, le premier recensement exhaustif entrant dans le cadre du nouveau dispositif a été réalisé en 2007.

En 2022, la commune comptait 4 852 habitants, en évolution de −4,51 % par rapport à 2016 (Cher : −2,48 %, France hors Mayotte : +2,11 %).
| 1793 | 1800 | 1806 | 1821 | 1831 | 1836 | 1841 | 1846 | 1851 |
| ---- | ---- | ---- | ---- | ---- | ---- | ---- | ---- | ---- |
| 721  | 566  | 664  | 427  | 455  | 509  | 496  | 503  | 760  |

| 1856 | 1861  | 1866  | 1872 | 1876  | 1881 | 1886  | 1891  | 1896  |
| ---- | ----- | ----- | ---- | ----- | ---- | ----- | ----- | ----- |
| 994  | 1 002 | 1 004 | 993  | 1 079 | 914  | 1 017 | 1 080 | 1 120 |

| 1901 | 1906 | 1911 | 1921 | 1926 | 1931 | 1936 | 1946  | 1954 |
| ---- | ---- | ---- | ---- | ---- | ---- | ---- | ----- | ---- |
| 949  | 896  | 989  | 967  | 685  | 808  | 927  | 1 005 | 954  |

| 1962  | 1968  | 1975  | 1982  | 1990  | 1999  | 2006  | 2007  | 2012  |
| ----- | ----- | ----- | ----- | ----- | ----- | ----- | ----- | ----- |
| 1 047 | 1 814 | 4 262 | 4 997 | 5 085 | 5 007 | 4 868 | 4 846 | 5 029 |

| 2017  | 2022  | - | - | - | - | - | - | - |
| ----- | ----- | - | - | - | - | - | - | - |
| 5 085 | 4 852 | - | - | - | - | - | - | - |

### Associations
Cette petite ville berrichonne d'environ 5 000 habitants a une vie associative et culturelle importante (sport, musique...).

### Jumelage
- Gadebusch (Allemagne) depuis 1994.

## Économie
L'économie locale est dynamique, notamment grâce à la zone industrielle.
La société Vicat dispose d'une unité de production de béton.

## Culture locale et patrimoine

### Lieux et monuments
- L'église Saint-Germain, avec deux tours encadrant la façade, date de 1856.

#### Lechâteau de Villemenard
L'ancien "château de Villemenard", des XVe et XVIe siècles, d'architecture Renaissance, période Louis XII présente deux enceintes, l'une fortifiée protégeant les bâtiments d'habitation et l'autre formant une vaste cour contenant les bâtiments agricoles. À ne pas confondre avec un autre "château de Villemenard" près de Vignoux-sur-Barangeon pris par le maréchal de la Châtre (ligueur) en 1589.
La terre de Villemenard, une des vicomtés de la Septaine de Bourges, était, sous l'Ancien régime, un fief dépendant de la baronnie de Maubranches. Elle appartint à plusieurs familles nobles de l'entourage immédiat du duc Jean de Berry ou des rois Charles VII, Louis XI. Les « seigneurs de Villemenard et de Saint-Germain-du-Puy » furent d'abord de la famille « Pelourde » au XIVe siècle (propriété de Simon de Pelourde en 1312) , puis de la puissante famille des « de Bar de Baugy » au XVe (Denys de Bar, évêque de Tulle et de Saint-Papoul, y serait décédé en 1517), puis, vers 1580, des « Cousin », suivis des « Fradet » (qui eurent aussi Châteaumeillant aux XVIIe – XVIIIe siècles).
Jean II de Bar, fils de Jean I de Bar, valet de chambre du duc Jean de Berry, hérite du demi-fief de Villemenard et, en 1435, achète l'autre moitié de la terre. Thaumas de la Thaumassière, historien du Berry, lui attribue la construction du manoir de Villemenard ; l'un des héritiers de ce dernier, Pierre de Bar, écuyer et valet de chambre du roi Charles VII, seigneur de Villemenard et de Saint-Germain-du-Puy, obtient une autorisation royale pour faire de son logis un vrai château fort.
Au cours des siècles suivants, la terre fut morcelée, les bâtiments transformés en ferme, maison de repos pour enfants, ce qui les sauva.
Le propriétaire actuel procède à une restauration de l'édifice qui retrouve une utilisation plus conforme à sa noblesse en servant de lieu pour expositions, de salle de théâtre.

#### La Colonie pénitentiaire agricole
Au Val d'Yèvre, site de la colonie pénitentiaire agricole, subsiste un ensemble de bâtiments du XIXe siècle faits de pierre ornée de brique, avec des ouvertures en plein cintre, construits selon les plans de l'architecte Léonard Hippolyte Roger.
Ces constructions étaient destinées à accueillir, sur un domaine de 412 hectares, la colonie agricole pénitentiaire ouverte en 1847 par Charles Lucas, inspecteur général des prisons. Cette « colonie d'essai » avait pour objectif premier le redressement des mineurs par le travail (jeunes de 7 à 15 ans condamnés à une peine de prison comprise entre 6 mois et 2 ans ainsi que ceux qui avaient été acquittés pour « manque de discernement »). L'idée était de permettre selon la formule " Amendement de l'enfant par la terre et de la terre par l'enfant  ".
Elle accueillit, dans la première partie de son existence, de 270 à 440 colons.
En France, son ouverture fut suivie, après l'adoption de la loi Corne du 5 août 1850, de 25 autres colonies officielles (privées ou publiques) assez semblables à celle-ci. L'établissement mena à bien le défrichement de 220 hectares de marais (aussi appelés palus ou paluds), source de nombreuses maladies telles que le paludisme, ainsi que la mise en valeur de 180 hectares de terres arables, de 9 hectares de bois et de 3 hectares de vignes, répartis sur les communes de Saint-Germain-du-Puy, Osmoy, Moulins-sur-Yèvre et Savigny-en-Septaine.
Le 15 septembre 1852, la « colonie » reçut la visite de Louis-Napoléon Bonaparte, alors président de la République et futur Napoléon III, lorsque ce dernier vint inaugurer la ligne de chemin de fer entre Bourges et Nevers. Cet établissement, initialement privé, devint public en 1872 lorsqu'il fut racheté par le ministère de la Justice de la Troisième République.
Après le Second Empire, les mentalités évoluèrent à propos des finalités de l'enfermement : de la répression pure à la punition-éducation. Les journaux  se firent régulièrement l'écho des nombreuses critiques concernant les mauvais traitements endurés dans beaucoup de « maisons de justice ». De ce fait, la quantité de « colons pénitentiaires » baissa et les établissements connurent des difficultés financières de plus en plus grandes ; beaucoup durent fermer. C'est ainsi que la « colonie » du Val d'Yèvre cessa ses activités en 1924-1925, après plus de 70 ans de fonctionnement. Les bâtiments furent vendus aux enchères. La justice des mineurs en France entrait dans une ère nouvelle.

#### Autres
Le moulin Rabot à Fenestrelay, sur l'Yèvre : la première construction connue date du XVIe siècle (propriété privée : auberge du Vieux-Moulin).
Le relais de poste au Pont-Réau, le long de la route nationale 151, devenu propriété privée lors de la suppression des relais de poste en 1873.
L'église Saint-Germain du XIXe siècle.

### Personnalités liées à la commune
- Denis de Bar : né vers 1433, fils de Pierre de Bar, seigneur de Villemenard[29], mais aussi dit fils de Jean de Bar, seigneur de Baugy[30] il était vraisemblablement le frère de Jean V de Bar (évêque de Beauvais de 1462 à 1487, à l'époque du siège de cette ville et de la résistance conduite par Jeanne Hachette) et beau-frère de Guillaume de Varye (contrôleur général des finances en Languedoc et bras droit de Jacques Cœur). Ce membre du clergé fut d'abord chanoine de la cathédrale de Bourges puis, à 24 ans, grand-archidiacre de Narbonne. En 1468, il fut nommé évêque de Saint-Papoul (Languedoc) puis, en 1472, de Tulle en Bas-Limousin et de nouveau de Saint-Papoul en 1495. Parfois surnommé « l'Astronome » (pour avoir écrit une apologie de l'astronomie : Epitome pour les professeurs d'astronomie), il se retira au château de Villemenard en 1510. Il fut remplacé à l'évêché de Saint-Papoul par son neveu Charles de Bar précédemment abbé de l'abbaye Notre-Dame de Loroy, près de Méry-ès-Bois. Denis de Bar fonda en l'honneur de sa famille dans la cathédrale de Bourges une chapelle (avec son remarquable vitrail de saint Denis) appelée « chapelle des Bar » (actuellement chapelle Sainte-Jeanne-d'Arc). Il mourut au château de Villemenard en mars 1517 (à l'âge de 84 ans) et fut enseveli près de son père dans l'église des Jacobins de Bourges.
- Charles Lucas (1803-1889) : avocat, inspecteur général des prisons et fondateur de la « colonie agricole pénitentiaire du Val d'Yèvre ».
- Marcel Guénault (1910-1975), artisan, résistant, y est né.